# 喬伊爾

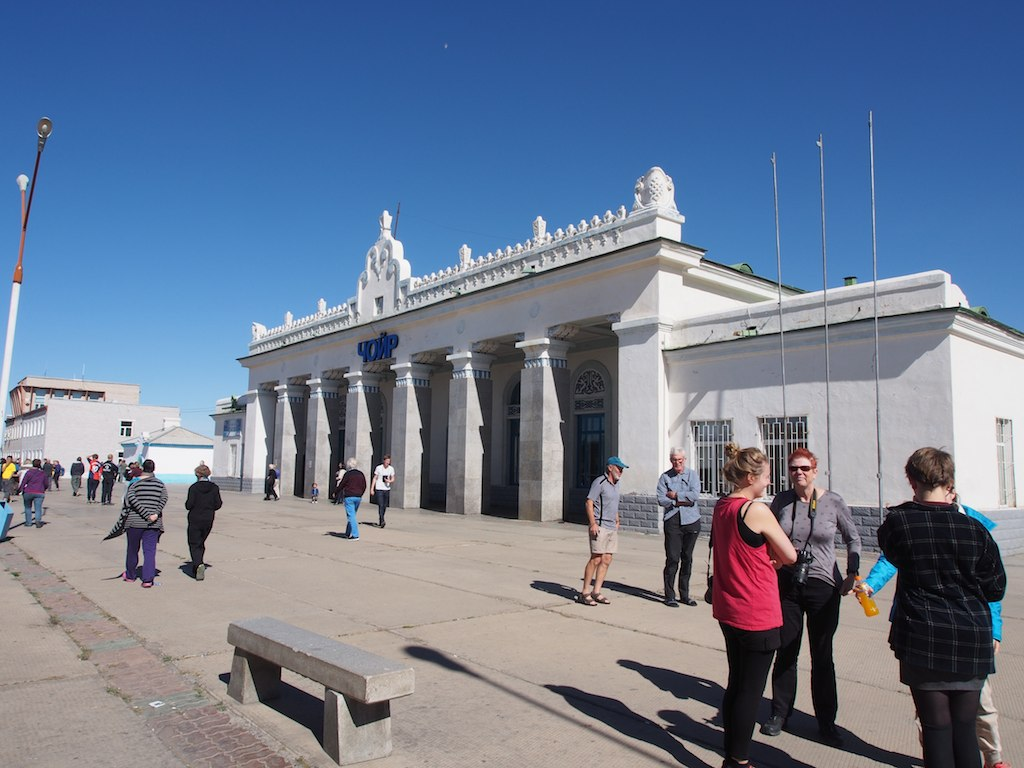

乔伊尔是蒙古国的城市，位于该国中东部，也是戈壁苏木贝尔省的首府，距离首都乌兰巴托250公里，海拔高度1,269米，市内有一座460名囚犯的监狱，2002年人口7,588。乔伊尔市官方行政区的正式名称为苏木贝县。

## 历史
清末和民国初年为张家口到库伦电报线上的站点叨林，1921年后为驻蒙苏军的司令部所在地，1990年后苏军撤退。